# Internationales Paralympisches Komitee

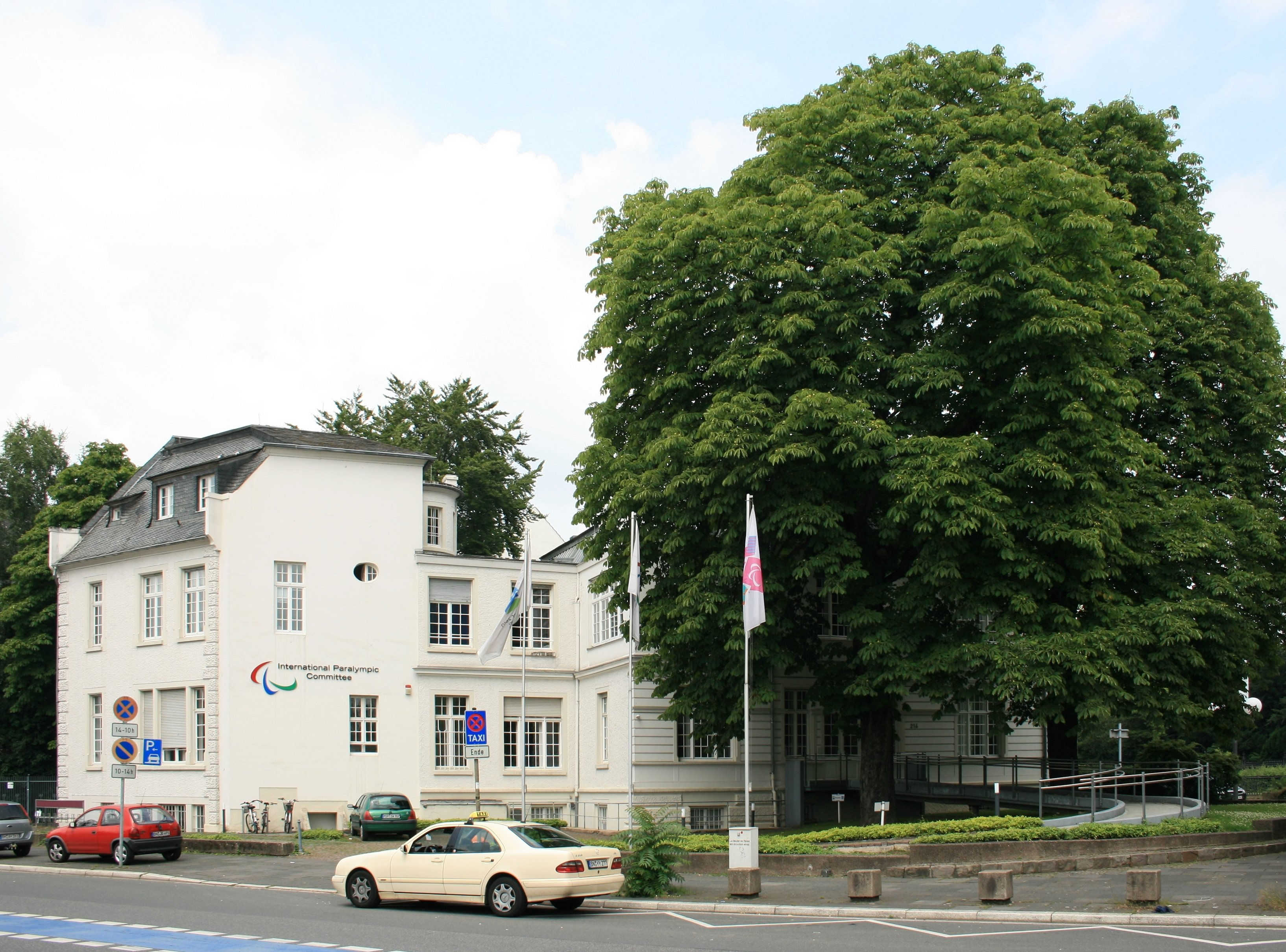
Sitz des Internationalen Paralympischen Komitees in Bonn

Das Internationale Paralympische Komitee (IPC) ist ein Zusammenschluss von internationalen Behindertensport-Verbänden und nationalen Organisationen. Es wurde am 22. September 1989 in Düsseldorf gegründet und hat seinen Sitz seit 1999 in Bonn (Adenauerallee 212/214). Die Mitgliederzahl wuchs 2015 auf über 200. Präsident des Komitees war bis 2001 der Kanadier Robert Steadward. Ihm folgte Sir Philip Craven als Präsident, ehemaliger Paralympics-Teilnehmer und Präsident der Internationalen Rollstuhlbasketball Federation. Am 8. September 2017 übernahm Andrew Parsons das Präsidentenamt. Zwischen dem IPC und dem IOC besteht ein enger Kontakt.
Das IPC organisiert im vierjährlichen Turnus die Paralympischen Spiele als wichtigste Wettkämpfe auf globaler Ebene für behinderte Sportler. Darüber hinaus ist es auch für die Austragung diverser IPC-Weltmeisterschaften verantwortlich, die nach den Paralympischen Spielen und noch vor den IWAS World Games die wichtigsten globalen Wettkämpfe im Behindertensport darstellen.
Das IPC ist ebenfalls für die Austragung und Organisation einiger kontinentaler Wettkämpfe verantwortlich (wie zum Beispiel der IPC-Europameisterschaften).
Das IPC verleiht zudem alle zwei Jahre den Paralympic Order, den Paralympic Sport Award, den Paralympic Media Award und den Paralympic Scientific Award für besondere Leistungen rund um die Paralympische Bewegung.